# カルステート・フラトン・タイタンズ

カルステート・フラトン・カラーのBWCのロゴ

カルステート・フラトン・タイタンズ（英: Cal State Fullerton Titans）は、アメリカ合衆国のカリフォルニア州立大学フラトン校のスポーツ競技チーム。NCAAディビジョンI所属。

## 競技チーム
| 男子スポーツ                            | 女子スポーツ     |
| --------------------------------------- | ---------------- |
| 野球                                    | バスケットボール |
| バスケットボール                        | クロスカントリー |
| クロスカントリー                        | ゴルフ           |
| ゴルフ                                  | サッカー         |
| サッカー                                | ソフトボール     |
| 陸上†                                   | テニス           |
|                                         | 陸上†            |
|                                         | バレーボール     |
| †屋外競技チームと室内競技チームがある。 |                  |